# Ботанический сад (Пуэрто-де-ла-Крус)
Ботанический сад Пуэрто-де-ла-Крус (исп. Jardín de Aclimatación de la Orotava) — один из самых старых по времени своего основания ботанических садов на Тенерифе. Расположен в городе Пуэрто-де-ла-Крус.

## История
«Сад акклиматизации» (Jardín de Aclimatación) на Тенерифе был открыт 17 августа 1788 года по указу короля Карла III и действовал в качестве промежуточного центра, позволяющего ботаникам акклиматизировать экзотические растения перед пересадкой их в королевские сады Мадрида и Аранхуэса. В связи с этим ботанический сад в
Пуэрто-де-ла-Крус считается вторым по времени основания ботаническим садом в Испании после королевского ботанического сада в Мадриде.
После кончины в 1788 году короля Карла III, сад акклиматизации на Тенерифе продолжал пользоваться поддержкой короля Карла IV и в 1790—1791 годах проектные работы были продолжены. В 1792 году были высажены первые 35 саженцев.
В настоящее время ботанический сад является одним из самых посещаемых туристических объектов Пуэрто-де-ла-Крус после Лоро-парка.